# Людина, яка змінила все
«Людина, яка змінила все» (англ. Moneyball) — американська біографічна драма режисера Беннетта Міллера. Світова прем'єра відбулася 23 вересня 2011 року.

## Сюжет
Фільм за книгою Майкла M. Льюїса, виданою у 2003 році, про Оклендську бейсбольну команду та її генерального менеджера, Білі Біна. Його мета — створити конкурентноздатну бейсбольну команду попри фінансові труднощі.
Після програшу «Окленд Атлетикс» бейсбольній команді «Нью-Йорк Янкіз» в плей-оф сезону 2001 року команда втрачає багатьох ключових гравців, яких переманили заможніші клуби. Менеджер «Атлетикс» Біллі Бін (Бред Пітт) змушений шукати їм заміну серед менш успішних і талановитих бейсболістів і збирати конкурентоспроможну команду до сезону 2002 року, водночас маючи обмежені фінансові можливості. Під час візиту до Клівленда Біллі знайомиться з Пітером Брендом (Джона Гілл) — молодим випускником Єля, економістом, який, користуючись математичними розрахунками, пропонує новаторську схему визначення користі гравців, з огляду на показники їхньої особистої статистики. Бін випробовує теорію Бренда і, попри протести скаутів «Атлетикс», набирає команду з маловідомих або, на перший погляд, безперспективних гравців. У флешбеках показується минуле Біна — в юності він, повіривши запевненням бейсбольних скаутів, які віщували йому блискуче майбутнє, відмовився від університету й погодився грати у вищій лізі, проте його кар'єра виявилася невдалою. Бренд зізнається, що Бін, на його погляд, не був підготовлений для гри з першого інінга і йому слід було піти в університет. Бін викуповує Бренда у «Клівленд Індіенз» і робить своїм асистентом.
Скаути «Атлетикс» не вірять у схему Бренда, згідно з якою Бін наймає трьох недорогих і менш сильних гравців замість одного. Орієнтуючись на розрахунки Бренда, він вибирає гравців, зважаючи на їхній відсоток потрапляння на базу після виходу на биту. Таким чином, він бере травмованого кетчера, який ніколи не грав на першій базі, колишню зірку головної ліги, чия кар'єра пішла на спад 10 років тому, і молодого пітчера з нижчої ліги з незвичайним способом подачі. Попри склад, набраний Біном, головний тренер «Атлетикс» Арт Хоу (Філіп Сеймур Гоффман) залишає за собою право обирати склад на кожну гру і залишає за бортом новачків Біна. Після чотирнадцяти ігор «Атлетикс» займають останнє місце і, щоб дати шанс новачкам, у яких упевнений Бренд, Бен вирішує продати «висхідних зірок», щоб зв'язати Хоу руки й змусити його випустити на поле нових, хоч і невипробуваних, гравців.
Бін переконує власника команди, що до середини сезону вони виберуться в сімку найкращих. Хоу змушений працювати з тим, що у нього є: він випускає на поле набраних Біном гравців, і «Атлетикс» починають вигравати. Команда здобуває двадцять перемог поспіль, встановивши рекорд американської ліги. Їх «біла смуга» завершується перемогою над «Канзас-Сіті Роялс». Бін, який через забобони й небажання прив'язуватися до гравців, не присутній на матчах, через вмовляння своєї сім'ї вирішує піти на матч із «Роялс», де «Атлетикс» уже лідирують із рахунком 11:0 після трьох інінгів. Після приходу Біна «Роялс» зрівнюють рахунок, але новачок «Атлетикс» Скотт Хеттеберг (Кріс Пратт), на якого Бренд робив найбільшу ставку, вибиває переможний хоум-ран. Попри серію перемог, «Атлетикс» програють у першому турі постсезону команді «Міннесота Твінз», і Бін, хоча і розчарований поразкою, задоволений тим, що схема Бренда працює.
У фінальній сцені картини Бін включає у своєму автомобілі запис з піснею The Show, виконаною його дочкою Кейсі. Камера плавно робить великий план обличчя Біна, в його очах стоять сльози. Прониклива композиція і прохання дочки змусили його відмовитися від посади генерального менеджера «Бостон Ред Сокс», попри зарплату в 12,5 млн доларів в рік, яка зробила б його найбільш високооплачуваним менеджером в історії бейсболу. Самі «Ред Сокс», починаючи з серії 2004 року, під час вибору гравців користуються схемою, яку вперше випробував Бін. За допомогою цієї схеми «Бостон Ред Сокс» вперше за 86 років виграють світову серію.

## У ролях
- Бред Пітт — Біллі Бін
- Джона Гілл — Пітер Бренд
- Філіп Сеймур Гоффман — Арт Гоу
- Робін Райт — Шерон
- Кріс Пратт — Скотт Гаттберг
- Стівен Бішоп — Девід Джастіс
- Рід Даймонд — Марк Шапіро
- Кейсі Бонд — Чед Бредфорд
- Кетрін Морріс — Тара Бін
- Ройс Клейтон — Мігель Техада
- Девід Гатчінсон — Джон Мабрі
- Боббі Котік — Стівен Шотт

## Зйомки
Зйомки розпочалися в липні 2010 року.

## Нагороди та номінації
| Нагорода         | Церемонія                            | Категорія                                        | Одержувачі                                   | Результат | Прим.       |
| ---------------- | ------------------------------------ | ------------------------------------------------ | -------------------------------------------- | --------- | ----------- |
| «Золотий глобус» | 69-та церемонія, 15 січня 2012 року  | Найкращий фільм — драма                          | Людина, яка змінила все                      | Номінація | [ 3 ] [ 4 ] |
| «Золотий глобус» | 69-та церемонія, 15 січня 2012 року  | Найкраща чоловіча роль — драма                   | Бред Пітт                                    | Номінація | [ 3 ] [ 4 ] |
| «Золотий глобус» | 69-та церемонія, 15 січня 2012 року  | Найкраща чоловіча роль другого плану — кінофільм | Джона Гілл                                   | Номінація | [ 3 ] [ 4 ] |
| «Золотий глобус» | 69-та церемонія, 15 січня 2012 року  | Найкращий сценарій                               | Аарон Соркін, Стівен Заіллян                 | Номінація | [ 3 ] [ 4 ] |
| БАФТА            | 65-та церемонія, 12 лютого 2012 року | Найкраща чоловіча головна роль                   | Бред Пітт                                    | Номінація | [ 5 ]       |
| БАФТА            | 65-та церемонія, 12 лютого 2012 року | Найкраща чоловіча другорядна роль                | Джона Гілл                                   | Номінація | [ 5 ]       |
| БАФТА            | 65-та церемонія, 12 лютого 2012 року | Найкращий оригінальний сценарій                  | Аарон Соркін, Стівен Заіллян                 | Номінація | [ 5 ]       |
| «Оскар»          | 84-та церемонія, 26 лютого 2012 року | Найкращий фільм                                  | Майкл Де Лука, Річард Горовіц, Бред Пітт     | Номінація | [ 6 ]       |
| «Оскар»          | 84-та церемонія, 26 лютого 2012 року | Найкраща чоловіча роль                           | Бред Пітт                                    | Номінація | [ 6 ]       |
| «Оскар»          | 84-та церемонія, 26 лютого 2012 року | Найкраща чоловіча роль другого плану             | Джона Гілл                                   | Номінація | [ 6 ]       |
| «Оскар»          | 84-та церемонія, 26 лютого 2012 року | Найкращий адаптований сценарій                   | Стен Чарвін, Стівен Зейлліан, Аарон Соркін   | Номінація | [ 6 ]       |
| «Оскар»          | 84-та церемонія, 26 лютого 2012 року | Найкращий монтаж                                 | Крістофер Теллефсен                          | Номінація | [ 6 ]       |
| «Оскар»          | 84-та церемонія, 26 лютого 2012 року | Найкращий звук                                   | Деб Адер, Рон Боча, Девід Джамарко, Ед Новік | Номінація | [ 6 ]       |